# Stefan Spjut
Stefan Spjut, född 17 maj 1973, är en svensk författare. Han debuterade 2008 med romanen Fiskarens garn. År 2012 utkom Stallo, en till ett tiotal språk översatt spänningsroman som utspelar sig i Norra Sverige och handlar om troll. Tio år senare utkom Rovet, som är en omskapelse av Stallo. Denna bok utgör första delen i en planerad trilogi, kallad Trollogin.  
Stefan Spjut har tidigare varit verksam som litteraturkritiker i Svenska Dagbladet och kulturredaktör i Norrbottens-Kuriren.